# Râul Stăuini
Râul Stăuini este un curs de apă, afluent al râului Mureș. 